# Storhamar Dragons
Le Storhamar Hockey est un club de hockey sur glace de Hamar en Norvège. Il évolue en EliteHockey Ligaen, l'élite norvégienne.

## Historique
Le club est créé en 1957 sous le nom de Storhamar Hockeyteam.
De 1998 à 2015, il est renommé Storhamar Dragons.
Il a remporté la EliteHockey Ligaen à neuf reprises.

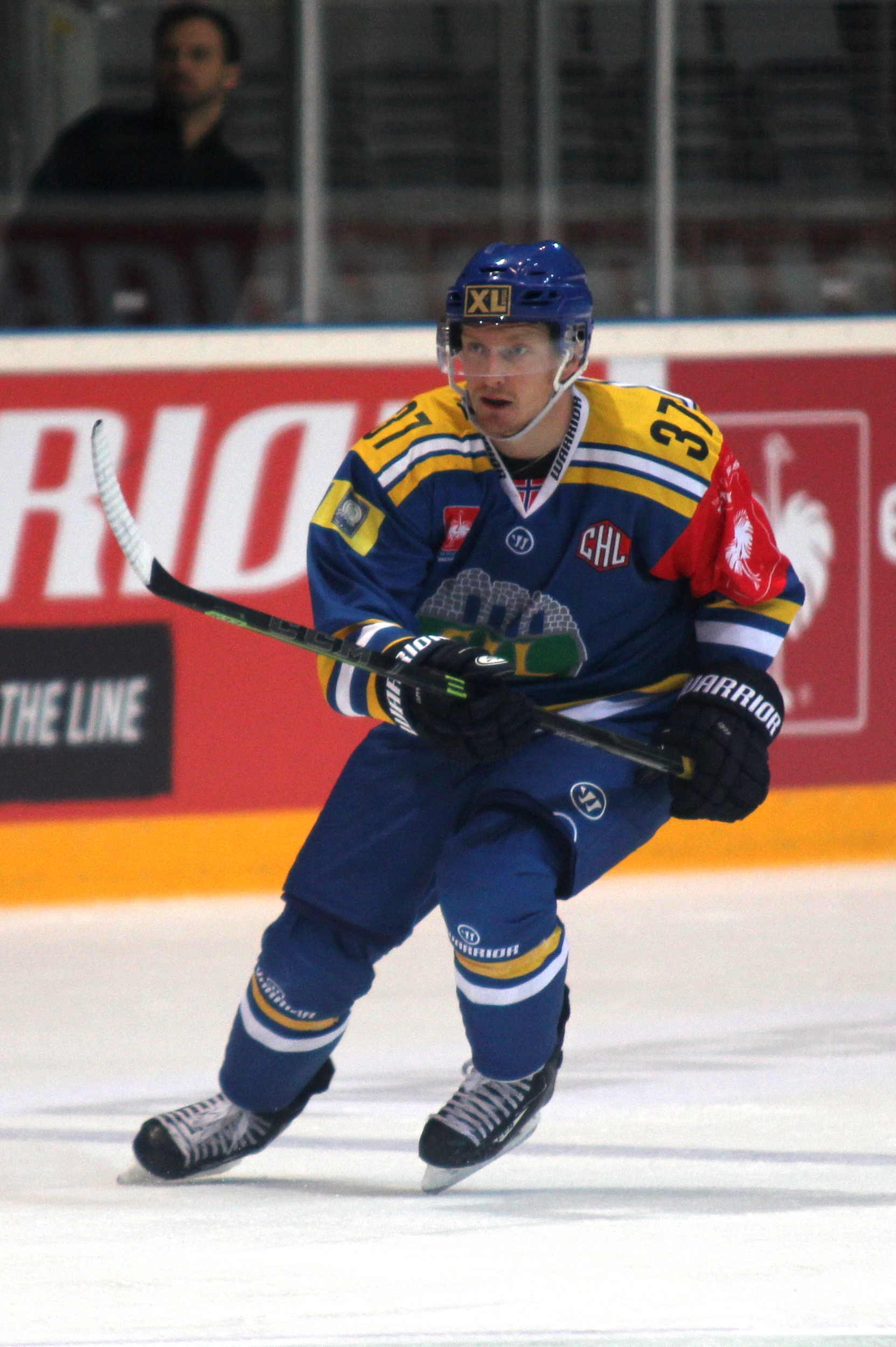
Lars Løkken Østli.
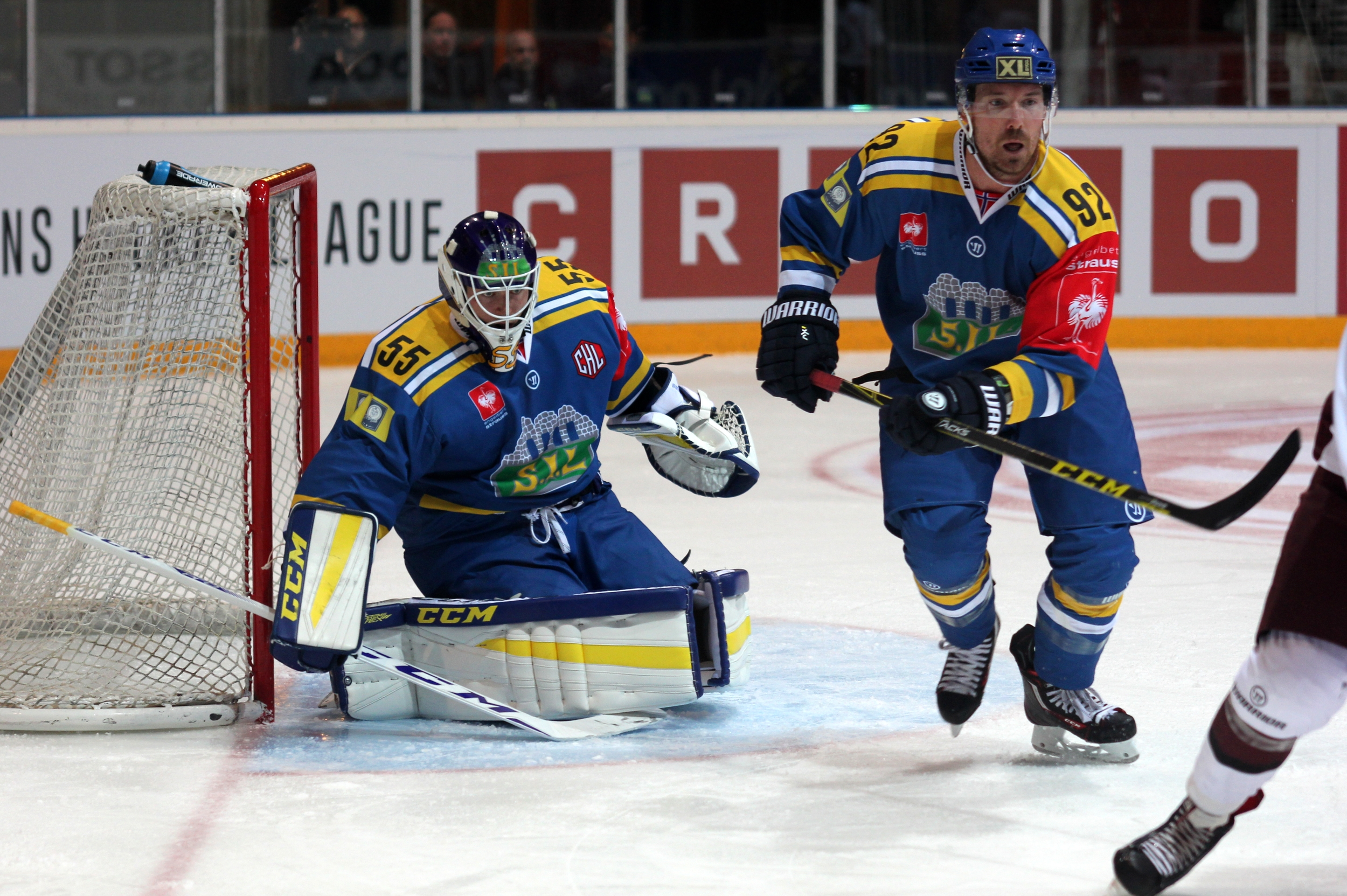
Oskar Östlund et Patrik Bäärnhielm.

## Palmarès
- Vainqueur de la EliteHockey Ligaen : 1995[1], 1996[2], 1997[3], 2000[4], 2004[5], 2008[6], 2018[7], 2024[8], 2025[9].
- Vainqueur de la 1. divisjon : 1982.
- Vainqueur de la 2. divisjon : 1962, 1965, 1972.

## Patinoire
L'Amphithéâtre olympique de Hamar d'une capacité de 6100 spectateurs, a été construite pour les Jeux olympiques d'hiver de 1994 à Lillehammer, durant lesquels y ont été organisées les épreuves de patinage de vitesse sur piste courte et de patinage artistique
.

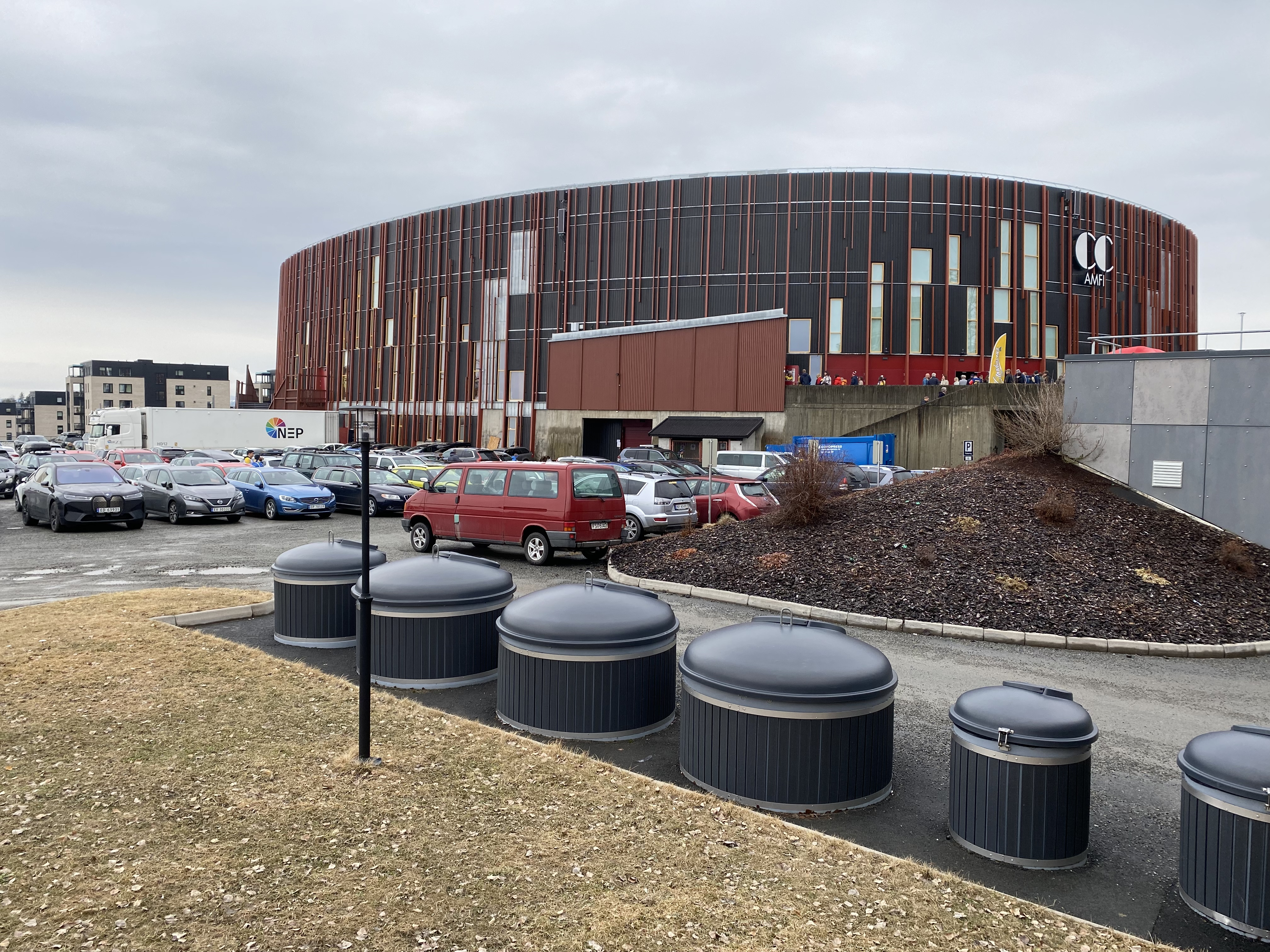
L'Amphithéâtre olympique de Hamar vue de l'extérieur.
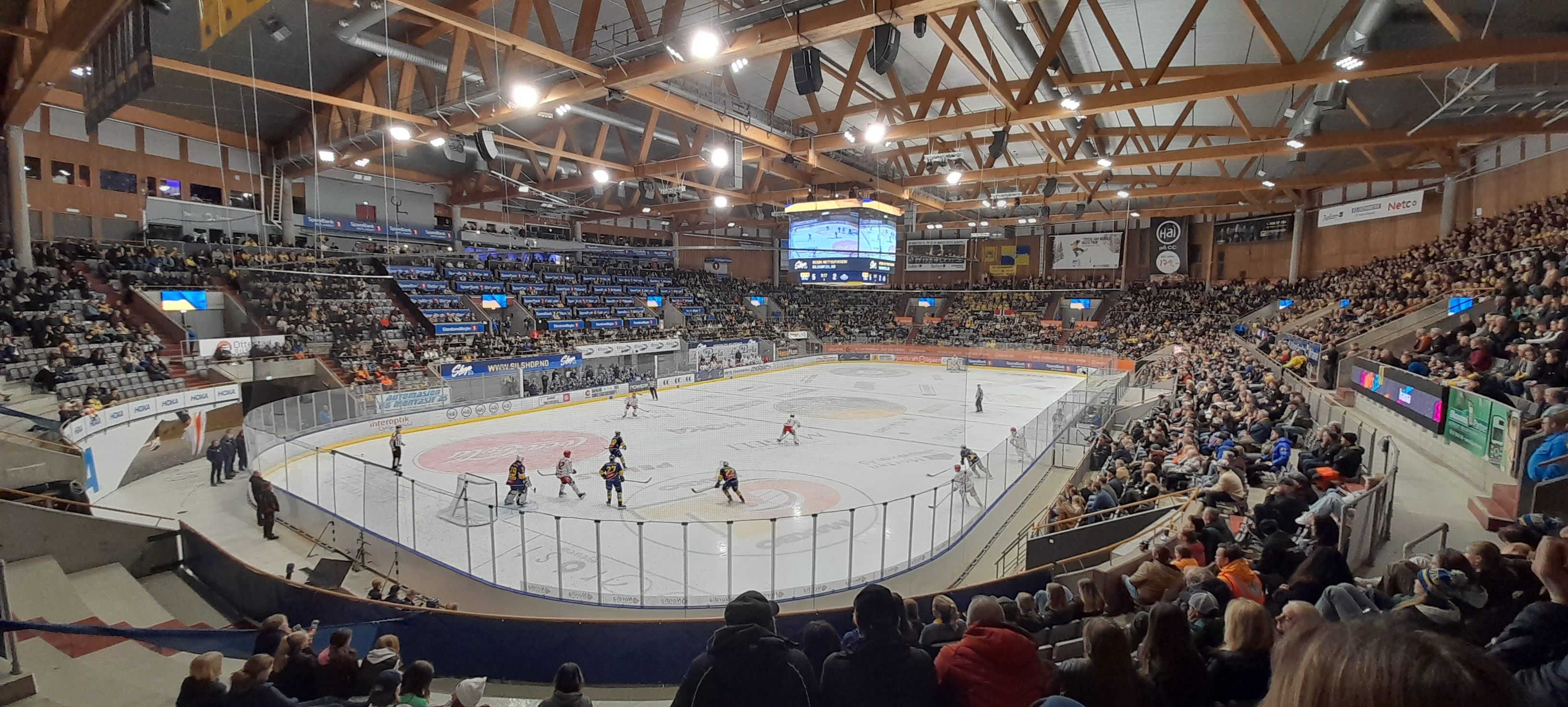
L'Amphithéâtre olympique de Hamar vue de l'interieur.